# Łowca androidów
Łowca androidów (ang. Blade Runner) – amerykańsko-hongkoński film fantastycznonaukowy neo-noir z 1982 r. w reżyserii Ridleya Scotta, na motywach powieści Czy androidy śnią o elektrycznych owcach? autorstwa Philipa K. Dicka. Nominowany do dwóch Oscarów i Złotego Globu.
Film ukazuje dystopijną wizję Los Angeles roku 2019, w świecie gdzie genetycznie wytworzone istoty – replikanci, idealnie podobni do ludzi w swojej powierzchowności – są używani do niebezpiecznych zadań w pozaziemskich koloniach. W wyniku buntu replikantów w jednej z takich kolonii, ich przebywanie na Ziemi zostaje uznane za nielegalne. Specjalne jednostki policji, zwane „łowcami androidów” (ang. „blade runners”) mają za zadanie łapać i „odsyłać na emeryturę” (ang. „retire” używane jako eufemizm) nieposłuszne jednostki. Fabuła filmu skupia się na grupie replikantów ukrywających się w Los Angeles oraz tropiącym ich podejrzliwym łowcy, Ricku Deckardzie (Harrison Ford).
Film nie został kasowym sukcesem (zarobił tylko 39 mln dolarów). Status kultowego dzieła zawdzięcza m.in. rozwojowi epoki kina domowego oraz popularności wśród oddanej grupy fanów. Obecnie swoją popularność zawdzięcza między innymi trafnemu zwróceniu uwagi na problemy przyszłości jak globalizacja, przeludnienie, problemy klimatyczne oraz inżynieria genetyczna.
Ridley Scott nazwał go swoim „najpełniejszym i najbardziej osobistym filmem”. Film uzyskał nominację do Nagrody Oscara w 1982 r. za scenografię i efekty wizualne. W 2007 r. Amerykański Instytut Filmowy umieścił film na 97. miejscu w rankingu „100 najlepszych filmów wszech czasów”. Podczas burzliwego procesu produkcji producent ingerował w montaż filmu, co doprowadziło do wypuszczenia dwóch nowych, zgodniejszych z wizją reżysera wersji – Wersji Reżyserskiej (Director's Cut) z 1992 r. oraz „Final Cut” na pięciopłytowej oraz dwupłytowej edycji DVD z 2007 r., która zadebiutowała także w kinach.

## Obsada
- Harrison Ford – Rick Deckard
- Rutger Hauer – Roy Batty
- Sean Young – Rachael
- Joe Turkel – Dr Eldon Tyrell
- Daryl Hannah – Pris Stratton
- Edward James Olmos – Gaff
- William Sanderson – J.F. Sebastian
- Brion James – Leon Kowalski
- Joanna Cassidy – Zhora Salome
- M. Emmet Walsh – Harry Bryant
- James Hong – Hannibal Chew
- Morgan Paull – Dave Holden
- Hy Pyke – Taffey Lewis

## Fabuła

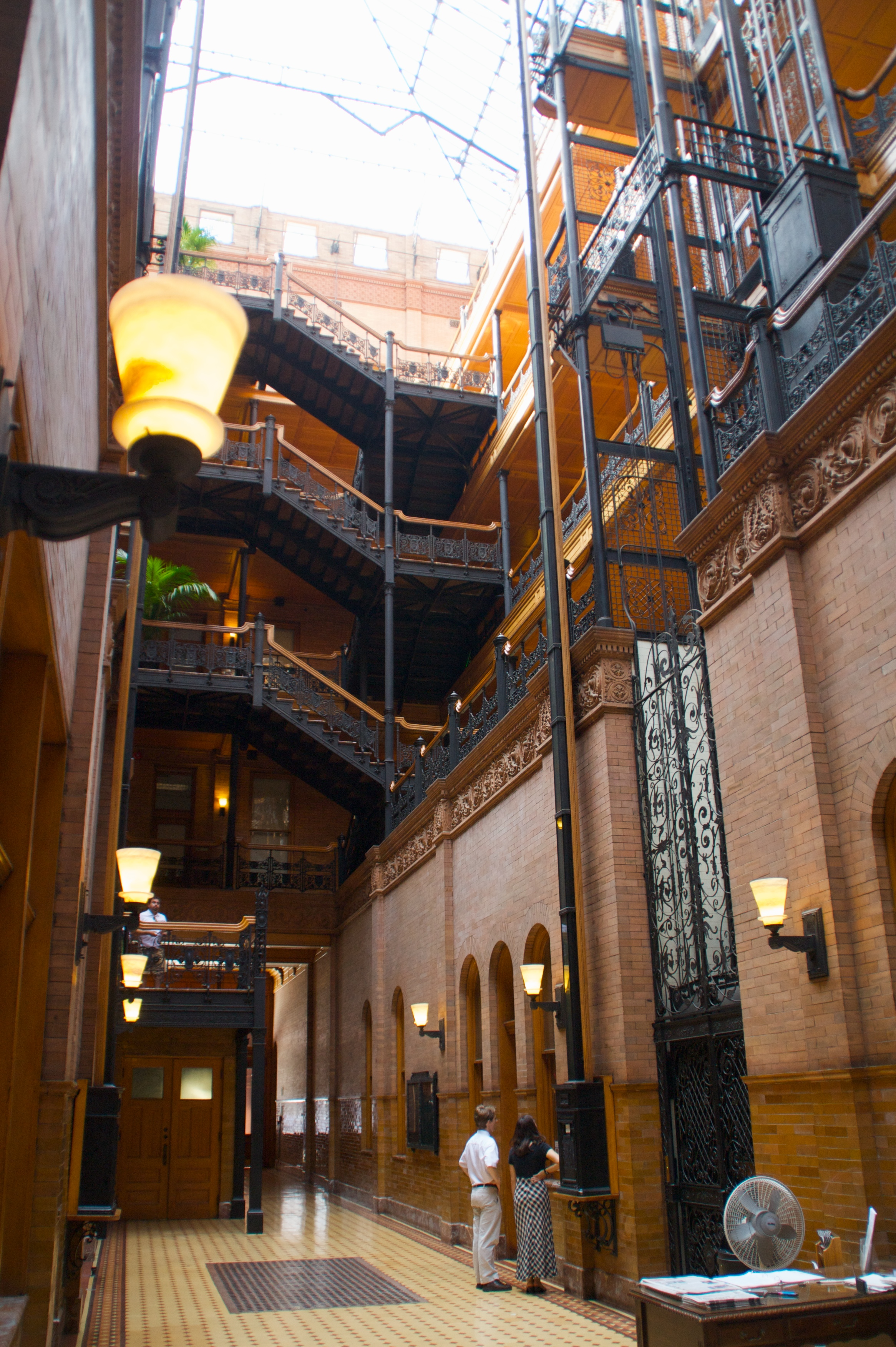
Bradbury Building w Los Angeles – filmowy dom J.F. Sebastiana

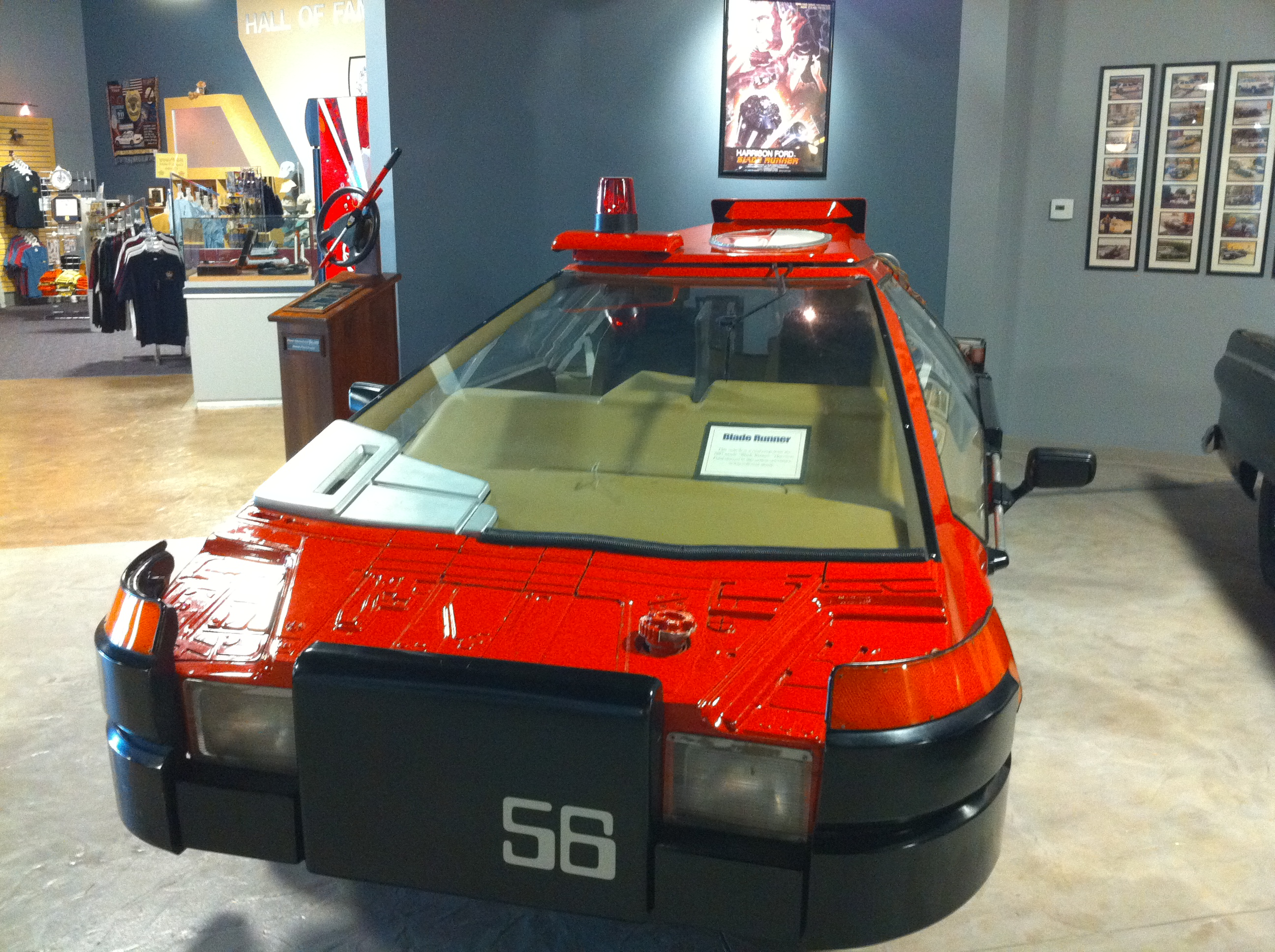
Filmowy radiowóz

Poniższy opis fabuły filmu odnosi się do finalnej wersji reżyserskiej
Początkowe napisy filmu informują widza, że postępy w rozwoju inżynierii genetycznej pozwoliły naukowcom na stworzenie skomplikowanych tworów na wzór ludzi, nazywanych „replikantami”. W wyniku buntu w pozaziemskiej kolonii ich obecność na Ziemi jest uznawana za nielegalną.
W Los Angeles, w roku 2019, Deckard (Harrison Ford) jest skierowany do nowej sprawy, gdy jego kolega po fachu, łowca androidów Holden, zostaje ciężko raniony przez ukrywającego się w mieście replikanta Leona. Szef Deckarda, Bryant informuje go, że ma za zadanie pozbyć się czterech replikantów obecnie znajdujących się prawdopodobnie w mieście. Niechętny Deckard zostaje zmuszony do przyjęcia zadania. Cztery androidy to Roy Batty (Rutger Hauer), Leon Kowalski (Brion James), Zhora (Joanna Cassidy), Pris (Daryl Hannah). Bryant wyjaśnia, że replikanci znajdują się u kresu swojego życia. Tyrell Co. zainstalowało bowiem w ich organizmach zabezpieczenie, które po 4 latach pracy wyłącza funkcje „życiowe” u androidów serii Nexus 6.
Razem z przydzielonym mu partnerem, Gaffem, Deckard udaje się do siedziby Tyrell Corporation, zajmującej się produkcją replikantów, gdzie spotyka Rachael (Sean Young), asystentkę genialnego naukowca Tyrella (Joe Turkel), która okazuje się replikantem z pamięcią. Sama Rachael nie jest świadoma, że jej wspomnienia są sztuczne i pochodzą od siostrzenicy Tyrella, który wydaje się być usatysfakcjonowany nieodróżnialnością kopii.
W tym samym czasie Roy i Leon poszukując swojego stwórcy trafiają na Chewa, projektanta replikanckich oczu, który przed śmiercią wyjawia im, że aby dotrzeć do Tyrella muszą znaleźć J.F. Sebastiana, inżyniera genetycznego tworzącego replikantów. Pris, jedna z czwórki replikantów, odnajduje mieszkanie Sebastiana – Bradbury Building – i zostaje zaproszona do środka przez niespodziewającego się niczego twórcę „genetycznych zabawek”, jak sam siebie określa.
Do mieszkania Deckarda przychodzi Rachael, która chce poznać prawdę o swojej tożsamości. Gdy Deckard ujawnia, że jej pamięć jest spreparowana, Rachael ucieka.
Deckard badając zdjęcia i ślady znalezione w mieszkaniu wynajętym przez Leona, trafia na łuskę sztucznego węża – ten trop doprowadza go do Zhory, pracującej w klubie dla striptizerek. Po przesłuchaniu handlarza wężami odnajduje klub, w którym tańczy Zhora. Gdy replikantka ucieka, Deckard rozpoczyna pościg, który kończy się jej zlikwidowaniem. Bryant, który pojawia się na miejscu, każe Deckardowi zlikwidować także Rachael, która zniknęła z siedziby Tyrella. W chwilę później Deckard trafia na Leona, obserwującego scenę śmierci Zhory. Leon atakuje Deckarda, którego od śmierci w nierównej walce ratuje Rachael, zabijając Leona strzałem z broni należącej do łowcy androidów. Między Deckardem i Rachael zaczyna tworzyć się więź.
Tymczasem do mieszkania Sebastiana przybywa także Roy. Razem z Pris zmuszają wynalazcę do „wydania” Tyrella. Roy i Sebastian udają się do apartamentu genialnego naukowca, gdzie „dziecko” zabija swojego „ojca”, który nie potrafi ocalić go od śmierci, ani wytłumaczyć sensu jego cierpienia. Roy zabija także Sebastiana, po czym powraca do Bradbury Building, gdzie Deckard „odesłał już na emeryturę” Pris. Roy jest wściekły i zdesperowany po śmierci ukochanej. Zanim przestanie funkcjonować, chce się zemścić i rozpoczyna pościg za łowcą. Dramatyczna scena ucieczki Deckarda przed Royem kończy się na dachu budynku. Gdy Deckard wisi na wystającej z muru belce, w momencie w którym ma spaść, w przypływie ludzkich emocji Roy ratuje mu życie. Replikant jest świadomy tego, iż jego czteroletni okres funkcjonowania dobiegł końca. Odchodzi po wypowiedzeniu zdania: „Wszystkie moje wspomnienia zostaną zagubione, niczym łzy pośród deszczu. Pora umrzeć”. Na miejsce przybywa Gaff, partner Deckarda, który przypomina mu o Rachael, dając mu do zrozumienia, że wie o ich miłości. Deckard biegiem udaje się do własnego mieszkania, gdzie z ulgą odnajduje replikantkę pogrążoną we śnie. Gdy opuszczają mieszkanie, aby uciec, Deckard natyka się na origami zrobione przez Gaffa i zostawione u progu drzwi.

## Scenariusz i tytuł
Scenariusz oparty na motywach powieści Philipa K. Dicka Czy androidy śnią o elektrycznych owcach? – został napisany przez Hamptona Fanchera i Davida Peoplesa.
Początkowe wersje scenariusza miały tytuł „Android” i „Niebezpieczne dni” („Dangerous Days”). Ponieważ reżyser miał obiekcje, aby nazwać Deckarda detektywem, to scenarzysta przeszukał swoją bibliotekę i trafił na napisaną w 1979 r. książkę Williama S. Burroughsa Bladerunner (A Movie). Jej pierwowzorem było opowieść pisarza s-f Alana E. Nourse'a The Bladerunners, w której dla zubożałej społeczności lekarstwa dostarczali przemytnicy zwani „Blade Runners”. Termin ten stanowi więc pojęcie literackie i nie miał w języku angielskim realnego desygnatu. Nazwa ta została zaakceptowana przez R. Scotta, w związku z tym wykupiono u A.E. Nurse'a i W.S. Burroughsa prawa do jej użycia.
Polski tytuł nie jest dosłownym tłumaczeniem angielskiego z powodu opisanego powyżej (termin literacki oznaczający fikcyjne postaci i brak realnego desygnatu).

## Wersja reżyserska

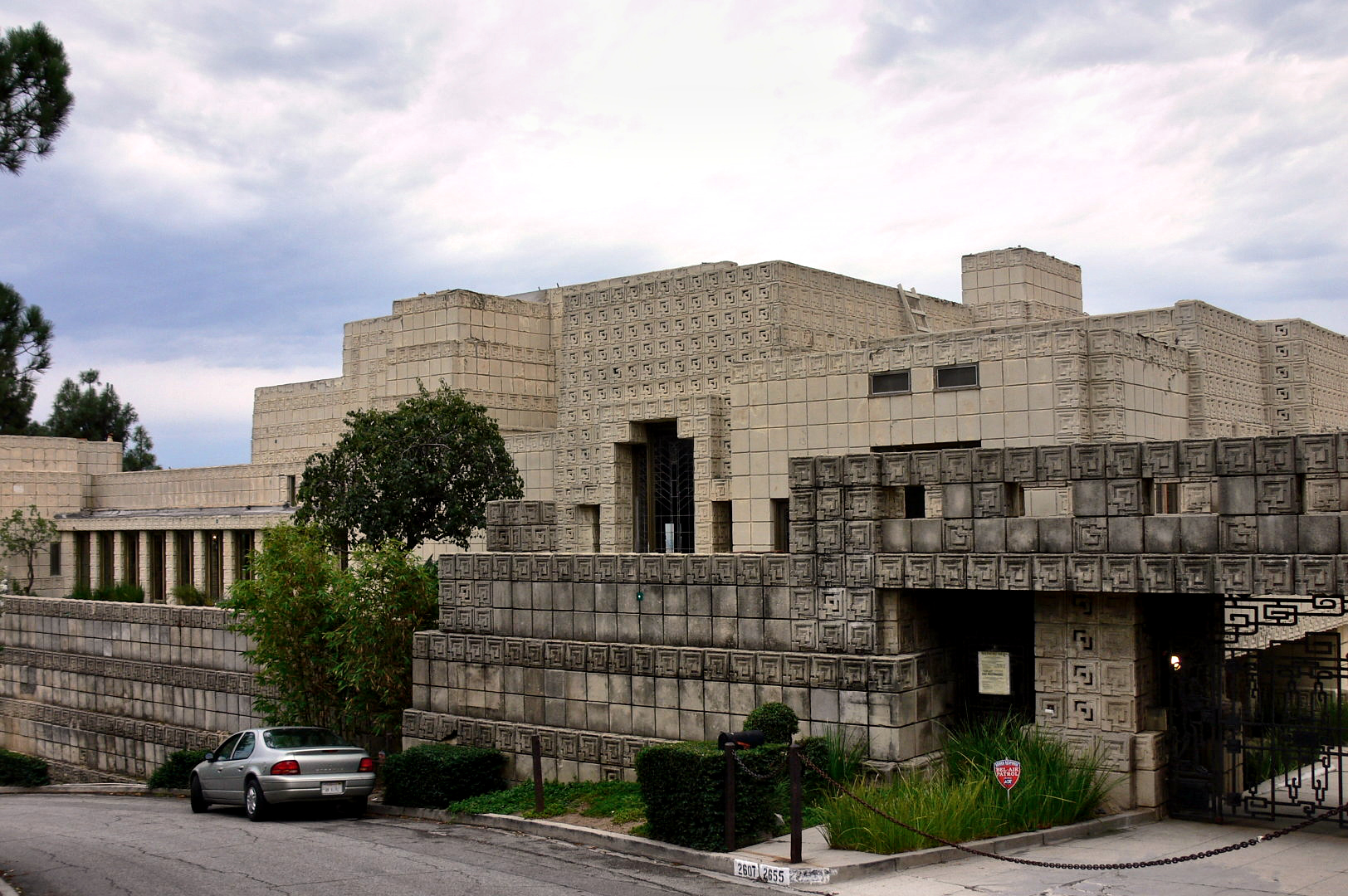
Ennis House w Los Angeles – filmowy dom Ricka Deckarda

Powstały dwie wersje filmu: pierwotna zmontowana pod wpływem nacisku producentów, druga – z otwartym zakończeniem, pozbawiona komentarza z offu, pozwalająca widzowi samodzielnie wysuwać wnioski oraz wzbogacona o scenę, która mocno zmienia znaczenie filmu oraz odbiór głównej postaci. Druga wersja funkcjonuje pod nazwą wersji reżyserskiej, jednak Ridley Scott od 2000 r. wypowiadał się, że prawdziwa wersja reżyserska dopiero powstanie, ponieważ robiąc poprzednią nie mógł zrealizować w pełni własnej wizji. Od początku nowego milenium trwało odtwarzanie pierwotnego materiału, powtórne składanie, a także konflikt o prawa do poszczególnych materiałów związanych z filmem, co przesunęło premierę ostatecznej wersji reżyserskiej do 2007 r.

## Muzyka do filmu
Muzyka do filmu Blade Runner skomponowana przez Vangelisa została wydana dopiero w 1994 r. W 2007 r. ukazało się 3-płytowe wydanie. Pierwsza płyta zawiera oryginalną ścieżkę z 1994 r., druga wiele dodatkowych utworów nigdy wcześniej nie wydanych oficjalnie. Trzecia płyta stworzona przez Vangelisa i inspirowana filmem zawiera utwór Spotkanie z Matką, w którym Roman Polański recytuje fragment wiersza Konstantego Ildefonsa Gałczyńskiego.

## Odbiór

### Box office
Budżet filmu wyniósł 28 milionów dolarów. W Stanach Zjednoczonych i Kanadzie film zarobił łącznie blisko 37 milionów dolarów, a w pozostałych krajach blisko 7 mln; łącznie ponad 39 milionów USD.

### Krytyka w mediach
Początkowo film wywołał kontrowersje wśród krytyków, lecz z czasem zyskał wśród nich uznanie. W serwisie Rotten Tomatoes 89% z 113 recenzji filmu jest pozytywne (średnia ocen wyniosła 8,53 na 10). Na portalu Metacritic średnia ocen z 11 recenzji wyniosła 89 punktów na 100.
Film jest uważany za jeden z wczesnych przykładów podgatunku tech noir.
Film był zrecenzowany m.in. w „Nowej Fantastyce” 2007/02. 

### Nagrody
Film otrzymał nagrodę Hugo w kategorii najlepsza prezentacja dramatyczna w 1983 r.. Był nominowany do ośmiu nagród BAFTA, z których zdobył trzy. Blade Runner był także dwukrotnie nominowany do Oscara (za efekty specjalne i scenografię) oraz do Złotego Globu (za muzykę).

## Gra komputerowa
Na bazie filmu powstała też gra przygodowa na PC (dzieło Westwood Studios, odpowiedzialnych m.in. za serię strategii Command & Conquer), w której kierujemy poczynaniami innego łowcy androidów. Nie pojawia się w niej sam Deckard, ale obecni są Tyrell, Rachael oraz wiele miejsc znanych z filmu. Gra – podobnie jak film w wersji reżyserskiej – ma wiele możliwych zakończeń, uzależnionych od poczynań samego gracza.

## Kontynuacja
3 października 2017 r. miała miejsce premiera kontynuacji filmu, Blade Runner 2049, której akcja dzieje się 30 lat później. Reżyserem filmu jest Denis Villeneuve.